# Palácio de Dario
O palácio de Dario (em árabe:قصر تتشر أو قصر تجر) ou Castelo de Tachar, também conhecido como Tachara, foi a construção exclusiva de Dario I em Persépolis, Irã. Ele está localizado 70 km a nordeste da moderna cidade de Shiraz, na província de Fars.

## Estrutura
Tachara é uma mistura de todos os estilos produzidos pela arquitetura antiga e fica de costas para o Apadana e é orientada para o sul. Medindo 1 160 metros quadrados (12 500 pés quadrados), é o menor dos edifícios do palácio no Terraço em Persépolis.

## História e construção
A construção remonta à época do Império Aquemênida (550 a.C. a 330 a.C.). A construção foi atribuída a Dario I, mas apenas uma pequena parte dela foi concluída sob seu governo. Foi concluído após a morte de Dario I em 486, por seu filho e sucessor, Xerxes I, que o chamou de taçara em persa antigo, traduzido como "palácio de inverno". Foi então usado por Artaxerxes I. Suas ruínas estão imediatamente ao sul do Apadana. Nas paredes de seus portões, há gravuras que mostram um dos mais famosos motivos da arquitetura aquemênida: a Batalha de Shahriar e do Leão.
No século 4 a.C., após sua invasão da Pérsia Aquemênida em 330 a.C., Alexandre, o Grande permitiu que suas tropas saqueassem Persépolis. Ao conquistar a capital persa, Alexandre Magno destruiu seu palácio, mas a influência dessa cultura antiga chegou a suplantar a helênica em várias épocas de seu reinado. Esse palácio foi um dos mais cobiçados e majestosos da Pérsia.